# Flughafen Lusaka

i7
i11
i13
Der Kenneth Kaunda International Airport (bis 2011 Lusaka International Airport, IATA-Code: LUN, ICAO-Code: FLKK) ist der internationale Verkehrsflughafen der sambischen Hauptstadt Lusaka. Er ist seit 2011 nach dem Gründungspräsidenten Kenneth Kaunda benannt.

## Geschichte
Im Zuge der Unabhängigkeit Sambias vom Vereinigten Königreich im Jahr 1964 sollte ein neuer internationaler Flughafen entstehen, der den bis dato in Betrieb befindlichen Lusaka City Airport ablöste. Vom britischen Bauingenieur Foad Mahboubi federführend gestaltet, nahm der Lusaka International Airport im Jahre 1967 seinen Betrieb auf. Mit der Gründung der Zambia Airports Corporation Limited (ZACL) im Jahr 1989 übernahm diese die Aufsicht über den Flughafen Lusaka sowie in den Folgejahren über die drei weiteren internationalen sambischen Flughäfen in Ndola, Livingstone und Mfuwe.
Das einzige Terminal verfügt über eine gegenwärtige Kapazität von etwa 2 Millionen Passagieren pro Jahr. Durch die geplante Erweiterung erhöht sich diese auf etwa 3 Millionen pro Jahr. 
Im Jahr 2015 begann der ursprünglich auf etwa drei Jahre und 360 Millionen US-Dollar veranschlagte Bau eines neuen zweistöckigen Terminals inklusive moderner Fluggastbrücken, eines neuen Flugsicherungsgebäudes, Flughafenhotels sowie Präsidenten-Terminals. Mit Hilfe von Finanzmitteln der Exim Bank of China führt das Bauunternehmen China Jiangxi International die Arbeiten am neuen Flughafenbereich durch. Die Eröffnung des modernen Terminals war zunächst für das Jahr 2019 vorgesehen. Er wurde schlussendlich im Oktober 2021 eröffnet.

## Fluggesellschaften und Ziele
Lusaka ist auf dem Luftweg mit mehreren Zielen vor allem innerhalb Afrikas verbunden, darunter Windhoek und Nairobi. Langstreckenverbindungen außerhalb des Kontinents werden derzeit von Turkish Airlines nach Istanbul und von Emirates nach Dubai angeboten. 
Der Flughafen diente auch als Basis der drei heute nicht mehr existierenden Fluggesellschaften Zambia Airways, Zambian Airways und Zambezi Airlines. Gegenwärtig ist er Heimatflughafen der sambischen Proflight. Im Jahr 2015 wurde bekannt, dass eine neue nationale Fluggesellschaft unter dem Namen Zambia Airways gegründet werden sollte und deren Erstflug für das dritte Quartal 2019 vorgesehen war. Im Zuge der COVID-19-Pandemie hat sich der Erstflug der Airline mit zukünftiger Basis am Flughafen Lusaka weiter verschoben.
| Fluggesellschaften    | Ziele                                                                                            |
| --------------------- | ------------------------------------------------------------------------------------------------ |
| Airlink               | Johannesburg O.R. Tambo                                                                          |
| Air Namibia           | Windhoek Hosea Kutako                                                                            |
| Air Tanzania          | Daressalam Julius Nyerere                                                                        |
| Emirates              | Dubai International, Harare Robert Gabriel Mugabe                                                |
| Ethiopian Airlines    | Addis Abeba Bole, Harare Robert Gabriel Mugabe                                                   |
| Kenya Airways         | Nairobi Jomo Kenyatta                                                                            |
| Mahagony Air          | Chipata, Livingstone, Mfuwe, Ndola, Solwezi                                                      |
| Malawi Airlines       | Blantyre Chileka, Lilongwe Kamuzu                                                                |
| Proflight Zambia      | Chipata, Harare Robert Gabriel Mugabe, Jeki, Kasama, Kasanka, Livingstone, Mfuwe, Ndola, Solwezi |
| Rwandair              | Kigali, Johannesburg O.R. Tambo                                                                  |
| South African Airways | Johannesburg O.R. Tambo                                                                          |
| TAAG Angola Airlines  | Luanda Quatro de Fevereiro                                                                       |
| Turkish Airlines      | Istanbul                                                                                         |

## Einrichtungen
Das Flughafenterminal verfügt über einen Bistrobereich mit Sitzmöglichkeiten, eine Poststelle sowie eine Gepäckaufbewahrung. Daneben sind zahlreiche Fluggesellschaften und private Charteranbieter mit einem Büro vertreten. Außerdem befinden sich Geldautomaten der Barclays, Finance Bank und Invest Trust Bank im öffentlich zugänglichen Bereich. Innerhalb des Abflugbereiches haben Passagiere Zugang zu den Lounges von South African Airways und Kenya Airways sowie Souvenirläden und Cafés. 

## Zwischenfälle
- Am 26. August 1969 verloren die Piloten einer Hawker Siddeley HS 748-231 der Sambischen Luftstreitkräfte (Luftfahrzeugkennzeichen AF-601) kurz nach dem Abheben vom Flughafen Lusaka die Kontrolle über das Flugzeug. Die Maschine stürzte aus 45 Metern Höhe ab und brannte aus. Von den vier Insassen wurden 3 getötet, ein Besatzungsmitglied und beide Passagiere.[8]
- Im Jahr 1970 (genaues Datum derzeit nicht verfügbar) wurde eine Douglas DC-3C der Zambia Airways (9J-RDR) auf dem Flughafen Lusaka in Folge eines Ringelpiezes irreparabel beschädigt. Personen kamen nicht zu Schaden.[9]
- Am 22. Dezember 1974 sprang eine Canadair CL-44D4-1 der britischen Tradewinds Airways (G-AWSC) bei der Landung auf dem Flughafen Lusaka zweimal wieder in die Luft und setzte dann so hart auf, dass das Federbein des Bugfahrwerk brach. Daraufhin brach im vorderen unteren Frachtraum ein Brand aus. Das Flugzeug wurde irreparabel beschädigt. Alle fünf Besatzungsmitglieder, die einzigen Insassen auf dem Frachtflug, überlebten den Unfall.[10]
- Am 14. Mai 1977 stürzte eine als Frachtmaschine für IAS Cargo Airlines eingesetzte Boeing 707-321C der britischen Dan-Air (G-BEBP) im Anflug 3,6 km westlich des Flughafens senkrecht ab. Der Grund war ein Ermüdungsbruch der gesamten rechten Hälfte des Höhenruders. Alle sechs Insassen wurden dabei getötet (siehe auch Flugunfall einer Boeing 707 der Dan-Air in Sambia 1977).[11]